# Oswaldia muscaria
Oswaldia muscaria är en tvåvingeart som först beskrevs av Fallen 1810.  Oswaldia muscaria ingår i släktet Oswaldia och familjen parasitflugor. Arten är reproducerande i Sverige. Inga underarter finns listade i Catalogue of Life.